# Shillay
Shillay (en gaèlic escocès: Siolaigh) és una illa deshabitada localitzada 2 km al nord de Pabbay, en el grup de les Hèbrides Exteriors, a Escòcia.
El nom de l'illa procedeix del nòrdic antic, selr-øi, que significa "illa de la foca". En efecte, l'illa alberga una important colònia de foca grisa (Halichoerus grypus).
L'illa té una superfície de 47 hectàrees i ua alçada màxima de 79 msnm. No hi ha evidència de poblament algun de l'illa al llarg de la Història.